# Il paese del miele
Il paese del miele (Honeyland) è un film del 1935 diretto da Rudolf Ising. È un cortometraggio d'animazione della serie Happy Harmonies, distribuito negli Stati Uniti il 19 ottobre 1935. È stato distribuito anche col titolo  Il paese delle api.

## Trama
Le api raccolgono il nettare dai fiori e producono il miele usando delle tecniche simili a quelle usate dagli umani nell'agricoltura. Durante la produzione, un fuco e un'ape innamorati si inseguono giocosamente al di fuori della sicurezza dell'alveare. Presto un ragno si sveglia e cattura l'ape malgrado i tentativi del fuco di difenderla. Quindi, il fuco usa un fiore come megafono per chiamare a raccolta tutte le api. Queste attaccano in formazione il ragno e lo cacciano via, così i due innamorati si riuniscono.

## Distribuzione

### Edizioni home video
In America del Nord il corto è stato distribuito in laserdisc il 9 luglio 1994 dalla MGM/UA Home Video, nel cofanetto Happy Harmonies, e in DVD il 10 ottobre 2006 dalla Warner Home Video come extra in quello de Le due città.